# 埃利奧特·提特恩索
埃利奧特·提特恩索（英語：Elliott John Tittensor，1989年11月3日—）是英國的一位演員。他最著名的作品是在英國第四台電視劇無恥之徒中飾演Carl Gallagher角色。他的雙胞胎兄弟盧克·提特恩索也是一位演員。他也出演過一些電影。